# Mike Condon
Michael "Mike" Johnston Condon, född 27 april 1990, är en amerikansk professionell ishockeymålvakt som spelar för Ottawa Senators i National Hockey League (NHL). Han har tidigare spelat på NHL-nivå för Montreal Canadiens och Pittsburgh Penguins och på lägre nivåer för Houston Aeros och Hamilton Bulldogs i American Hockey League (AHL), Ontario Reign och Wheeling Nailers i ECHL och Princeton Tigers (Princeton University) i National Collegiate Athletic Association (NCAA).
Condon blev aldrig draftad av någon NHL-organisation.